# Fer Car Indústria e Comércio de Veículos
Fer Car Indústria e Comércio de Veículos Ltda. ist ein brasilianischer Hersteller von Automobilen.

## Unternehmensgeschichte
Das Unternehmen wurde 1982 in São Paulo gegründet. Die Produktion von Automobilen und Kit Cars begann. Der Markenname lautet Fer Car Buggy, geschützt seit dem 23. Juni 2003. Es sind auch die Schreibweisen Fer Car, Fer-Car, Fercar und FerCar überliefert.
Die Internetseite des Unternehmens ist seit Dezember 2018 nicht mehr erreichbar.

## Fahrzeuge
Im Angebot stehen VW-Buggies. Sie basieren auf Fahrgestellen von Volkswagen do Brasil mit Heckmotor, wobei speziell der VW Brasília genannt wird. Eine Ausführung mit Targadach wurde Uggy genannt. Der Baja war ein VW Käfer mit anderen Kotflügeln, steht aber nicht mehr im Angebot. Für 2005 sind die Modelle Fer Car, der modernere Naja One sowie der 2003 vorgestellte Sumaya überliefert. 2016 bestand das Angebot aus Sumaya, Veneno und Naja One.